# Seuneubok Plimbang
Seuneubok Plimbang is een bestuurslaag in het regentschap Bireuen van de provincie Atjeh, Indonesië. Seuneubok Plimbang telt 766 inwoners (volkstelling 2010).